# Shamardal
Shamardal (2002-2020) est un cheval de course pur-sang, spécialisé dans les courses de plat. Appartenant à l'écurie Godolphin, il fut un champion à 2 et 3 ans avant de devenir un grand étalon.

## Carrière de course
Élevé à Watercress Farrms dans le Kentucky, Shamardal passe aux ventes de Keeneland à l'âge de six mois où les enchères s'élèvent à $ 485 000, un montant qui n'atteint pas le prix de réserve décidé par les vendeurs pour ce foal au pedigree exceptionnel. L'année suivante, alors qu'il est préparé pour les ventes de yearlings, on lui diagnostique une grave malformation au niveau des vertèbres, le Wobblersyndrom ou maladie du chien, une pathologie souvent fatale pour les chevaux, qui leur ferme en tout cas toute perspective de carrière de course. Les éleveurs se retournent alors vers leur assureur, qui récupère la propriété du poulain et dépêche auprès de lui Richard Ketch, ancien entraîneur de chevaux de saut d'obstacles et maréchal-ferrant, désormais expert en sinistre auprès des assurances. Celui-ci, partisan des méthodes alternatives, s'adjoint les services d'un "guérisseur énergétique" et ensemble ils remettent le poulain sur pied. Une guérison sujette à caution (10 à 15% des chevaux atteints de cette malformation en guérissant spontanément en quelques mois), mais toujours est-il que le poulain, dont le pedigree aurait assuré un très bon prix de vente, n'était son lourd dossier médical, est envoyé aux ventes de Newmarket où il est acquis par l'entraîneur Mark Johnston pour le compte de Gainsborough Stud, le haras de Maktoum Al Maktoum, pour une somme modique, 50 000 Guinées, qui s'explique, outre que le poulain est un miraculé, par un test endoscopique laissant craindre, à tort, des problèmes respiratoires. 
Shamardal, dont la carrière de course est louée à Abdulla Buhaleeba, effectue pour Mark Johnston de spectaculaires débuts à 2 ans, en s'envolant dans un maiden disputé sur l'hippodrome écossais de Ayr. Fin juillet, il confirme ses promesses en remportant avec autorité un groupe 2, les Vintage Stakes, dans lesquels il devance Wilko, futur lauréat du Breeders' Cup Juvenile. Puis, en octobre, il s'impose dans les Dewhurst Stakes, qui réunissent traditionnellement les meilleurs poulains britanniques, une victoire qui fait de lui l'incontestable numéro un de sa génération, et il est naturellement sacré meilleur 2 ans européen. Lors de sa victoire, il arbore la casaque de Gainsborough Stud, l'association avec Abdulla Buhaleeba s'étant achevé. 
Et c'est sous d'autres couleurs, celles de Godolphin, la toute puissante écurie de la famille Maktoum, et l'entraînement de Saeed bin Suroor, que Shamardal fait sa rentrée en 2005 à Dubaï, où il a hiverné, dans le Derby des Émirats, sur le dirt. L'idée est de le faire participer au Kentucky Derby. Mais le poulain ne semble guère apprécier le dirt et termine loin du vainqueur, son jockey Frankie Dettori n'insistant pas. Il est alors redirigé vers l'Europe et, plutôt que vers les classiques britanniques auxquels il semblait destiné, vers la Poule d'Essai des Poulains à Longchamp. Il s'y impose à la lutte, face à un lot qui n'est pas exceptionnel. Puis il se présente au départ d'un Prix du Jockey Club new look, qui passe pour la première fois cette année-là de la distance classique de 2 400 mètres à celle, intermédiaire de 2 100 mètres, une petite révolution qui fait couler beaucoup d'encre et pousse les milers dotés de tenue à défier les poulains classiques portés sur la vitesse. Cette fois, il a un vrai challenger, le meilleur 3 ans français Hurricane Run, qui s'avèrera, lui, un vrai poulain de distance classique puisqu'il s'offrira le Prix de l'Arc de Triomphe à l'automne. Mais Hurricane Run a un défaut, il a tendance à pencher sous l'effort, ce qu'il ne manque pas de faire lorsqu'il s'explique avec Shamardal dans la ligne droite. Celui-ci s'impose d'une encolure, réussissant ainsi un splendide doublé Poule d'Essai / Jockey Club, que le raccourcissement de distance a rendu plus abordable : avant Shamardal, seuls cinq poulains l'avaient réussi (Heaume en 1890, Perth en 1899, Retz en 1902), Dagor en 1913 et Right Royal en 1961), après lui trois y parviendront en quinze ans (son fils Lope de Vega en 2010, Brametot en 2017 et St Mark's Basilica en 2021). 
Preuve que les 2100 mètres sont le bout du monde pour lui, Shamardal ne tarde pas à revenir sur le mile en disputant, seulement neuf jours plus tard, les St. James's Palace Stakes qui ont lieu à York, Ascot étant en travaux. Il remporte la course avec aisance, de trois longueurs devant Ad Valorem et Oratorio, futur vainqueur des Eclipse Stakes et des Irish Champion Stakes, confirmant son hégémonie sur ses contemporains. Une hégémonie qu'il compte bien assoir encore un peu plus dans les Eclipse Stakes mais une blessure à l'entraînement en décide autrement et Shamardal se retire de la compétition invaincu en Europe et sur le gazon, avec quatre victoires de groupe 1 dans la besace dont une aux dépens de Hurricane Run, lequel lui ravit les titres de 3 ans européen et de cheval de l'année en Europe. 

### Résumé de carrière
| Date        | Hippodrome   | Pays        | Course                     | Statut      | Distance    | Jockey      | Place       | Écart       | Vainqueur ou deuxième | Temps       |
| 2004, 2 ans | 2004, 2 ans  | 2004, 2 ans | 2004, 2 ans                | 2004, 2 ans | 2004, 2 ans | 2004, 2 ans | 2004, 2 ans | 2004, 2 ans | 2004, 2 ans           | 2004, 2 ans |
| ----------- | ------------ | ----------- | -------------------------- | ----------- | ----------- | ----------- | ----------- | ----------- | --------------------- | ----------- |
| 12 juillet  | Ayr          | Royaume-Uni | Maiden                     |             | 1 200 m     | J. Fanning  | 1er / 7     | 8           | No Commission         | 1'11"63     |
| 28 juillet  | Goodwood     | Royaume-Uni | Vintage Stakes             | Gr. 2       | 1 400 m     | J. Fanning  | 1er / 10    | 2 ½         | Wilko                 | 1'27"41     |
| 16 octobre  | Newmarket    | Royaume-Uni | Dewhurst Stakes            | Gr. 1       | 1 400 m     | K. Darley   | 1er / 9     | 2 ½         | Oratorio              | 1'27"16     |
| 2005, 3 ans |              |             |                            |             |             |             |             |             |                       |             |
| 26 mars     | Nad Al Sheba | Dubaï       | UAE Derby                  | Gr. 2       | 1 800 m     | L. Dettori  | 9e / 12     | 46          | Blues And Royals      | 1'50"50     |
| 15 mai      | Longchamp    | France      | Poule d'Essai des Poulains | Gr. 1       | 1 600 m     | L. Dettori  | 1er / 15    | tête        | Indesatchel           | 1'39"20     |
| 5 juin      | Chantilly    | France      | Prix du Jockey Club        | Gr. 1       | 2 100 m     | L. Dettori  | 1er / 17    | enc.        | Hurricane Run         | 2'09"00     |
| 14 juin     | Ascot        | Royaume-Uni | St. James's Palace Stakes  | Gr. 1       | 1 600 m     | K. McEvoy   | 1er / 8     | 3           | Ad Valorem            | 1'37"18     |

## Au haras
Installé à Kildangan Stud en Irlande, Shamardal est proposé à 40 000 € la saillie pour ses débuts, et s'affirme vite comme un étalon de premier plan. Son tarif va augmenter jusqu'à 70 000 € avant d'être "privé", c'est-à-dire qu'il n'est plus rendu public mais se négocie pour une somme à cinq chiffres. Il est l'auteur de près de 30 lauréats de groupe 1, et son fils Lope de Vega s'est affirmé comme son meilleur continuateur au haras, figurant parmi les top étalons européens.  
Parmi ses meilleurs produits, citons (avec entre parenthèses le nom du père de mère) :  
- Pinatubo (Dalakhani) : Vincent O'Brien National Stakes, Dewhurst Stakes, Prix Jean Prat. 2 ans de l'année en Europe (2019)
- Blue Point (Royal Applause) : King's Stand Stakes x2, Al Quoz Sprint, Diamond Jubilee Stakes. Sprinter européen de l'année (2019)
- Tarnawa (Cape Cross) : Prix Vermeille, Prix de l'Opéra, Breeders' Cup Turf. 2ème Prix de l'Arc de Triomphe
- Lope de Vega (Vettori) : Poule d'Essai des Poulains, Prix du Jockey Club
- Able Friend (Volksraad) : Hong Kong Mile, Stewards' Cup, Queen's Silver Jubilee Cup, Champions Mile
- Speedy Boarding (Diktat) : Prix Jean Romanet, Prix de l'Opéra
- Earthlight (New Approach) : Prix Morny, Middle Park Stakes
- Victor Ludorum (Kaldounévées): Prix Jean-Luc Lagardère, Poule d'Essai des Poulains
- Pakistan Star (Peintre Célèbre) : Queen Elizabeth II Cup, Champions & Chater Cup

En tant que père de mère, Shamardal revendique Field of Gold, un fils de Kingman lauréat des Irish 2000 Guineas et des St. James's Palace Stakes. 
Shamardal meurt précocement en 2020, euthanasié à la suite de lourds ennuis de santé. 

## Origines
Shamardal est issu de la première génération du champion et grand étalon Giant's Causeway, cheval de l'année en Europe, lauréat de six groupe 1 et trois fois tête de liste des étalons américains. Sa famille maternelle est remarquable, marquée par la présence du champion et grand étalon Street Cry, et permet de comprendre pourquoi ses éleveurs espéraient davantage que les $ 485 000 qui leur furent proposés aux ventes de foals. On peut la retracer à partir de Waterway, une pouliche française classique qui fut envoyée à la reproduction en Angleterre puis en Irlande, où elle devint une jument-base de Ballymacoll Stud Farm.  
- Waterway (1976) : Prix du Calvados. 2ème Prix de la Porte-Mailot (Gr.3), Prix de Sandringham. 3ème Poule d'Essai des Pouliches, Prix du Rond-Point. Mère de :  
  - Helen Street (1982) : Irish Oaks, Hoover Fillies Mile Stakes (Gr.3), Prix du Calvados. 3ème Yorkshire Oaks. 4ème Champion Stakes, Washington D.C. International. Mère de :  
    - Street Cry (Machiavellian) : Dubai World Cup, Stephen Foster Handicap (Gr.1), UAE 2000 Guineas (Gr.2), Al Maktoum Challenge-Round 3 (Gr.2). 2ème Whitney Handicap (Gr.1), Del Mar Futurity (Gr.2), Norfolk Stakes (Gr.2). 3ème Breeders' Cup Juvenile, UAE Derby (Gr.2). Étalon de premier plan, père des légendaires Winx et Zenyatta.
    - Grecian Slipper (Sadler's Wells), mère de : 
      - Magna Graecia (Warning) : Prix de Barbeville (Gr.3).
      - Graikos (Rainbow Quest) : Prix de Condé (Gr.3). 3ème Prix des Chênes (Gr.3).

    - Helsinki (Machiavellian), vendue 3,9 millions de dollars pleine de Cherokee Run en novembre 2004. mère de :  
      - Geoffrey Chaucer (Montjeu) : Beresford Stakes (Gr.2). 3ème Derby Trial Stakes (Gr.3).
      - Diamond Necklace (Unbridled's Song), mère de : 
        - Dogtag (War Front) : Royal Heroine Stakes. (Gr.2), Yellow Ribbon Handicap (Gr.2), John C. Mabee Stakes (Gt.2). 3ème Rodeo Drive St (Gr.1)

      - Shamardal

### Pedigree
| Origines de Shamardal (USA), mâle bai né en 2002 | Origines de Shamardal (USA), mâle bai né en 2002 | Origines de Shamardal (USA), mâle bai né en 2002 | Origines de Shamardal (USA), mâle bai né en 2002 |
| ------------------------------------------------ | ------------------------------------------------ | ------------------------------------------------ | ------------------------------------------------ |
| Père Giant's Causeway 1997                       | Storm Cat 1983                                   | Storm Bird                                       | Northern Dancer                                  |
| Père Giant's Causeway 1997                       | Storm Cat 1983                                   | Storm Bird                                       | South Ocean                                      |
| Père Giant's Causeway 1997                       | Storm Cat 1983                                   | Terlingua                                        | Secretariat                                      |
| Père Giant's Causeway 1997                       | Storm Cat 1983                                   | Terlingua                                        | Crimson Saint                                    |
| Père Giant's Causeway 1997                       | Mariah's Storm 1991                              | Rahy                                             | Blushing Groom                                   |
| Père Giant's Causeway 1997                       | Mariah's Storm 1991                              | Rahy                                             | Glorious Song                                    |
| Père Giant's Causeway 1997                       | Mariah's Storm 1991                              | Immense                                          | Roberto                                          |
| Père Giant's Causeway 1997                       | Mariah's Storm 1991                              | Immense                                          | Imsodear                                         |
| Mère Helsinki 1997                               | Machiavellian 1991                               | Mr. Prospector                                   | Raise a Native                                   |
| Mère Helsinki 1997                               | Machiavellian 1991                               | Mr. Prospector                                   | Gold Digger                                      |
| Mère Helsinki 1997                               | Machiavellian 1991                               | Coup de Folie                                    | Halo                                             |
| Mère Helsinki 1997                               | Machiavellian 1991                               | Coup de Folie                                    | Raise The Standard                               |
| Mère Helsinki 1997                               | Helen Street 1982                                | Troy                                             | Petingo                                          |
| Mère Helsinki 1997                               | Helen Street 1982                                | Troy                                             | La Milo                                          |
| Mère Helsinki 1997                               | Helen Street 1982                                | Waterway                                         | Riverman                                         |
| Mère Helsinki 1997                               | Helen Street 1982                                | Waterway                                         | Boulevard (famille 1-l)                          |